# Bietigheim-Bissingen
Bietigheim-Bissingen est une ville située en Allemagne dans le Land du Bade-Wurtemberg.

## Démographie

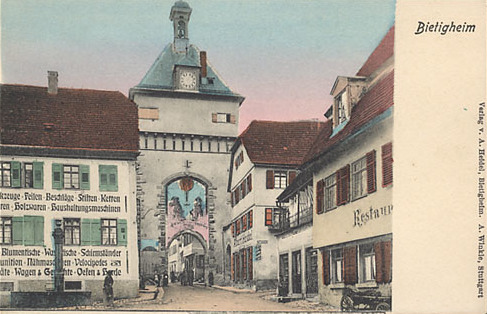
Bietigheim 1900

## Histoire
| Appartenances historiques Comté de Wurtemberg 1360-1442 Comté de Wurtemberg-Urach 1442-1482 Comté de Wurtemberg 1482-1495 Duché de Wurtemberg 1495-1803 Électorat de Wurtemberg 1803–1806 Royaume de Wurtemberg 1806–1871 Empire allemand 1871-1918 République de Weimar 1918–1933 Reich allemand 1933–1945 Allemagne occupée 1945–1949 Allemagne de l'Ouest 1949–1990 Allemagne 1990-présent |

## Sport
La ville abrite un important club de handball, le SG BBM Bietigheim, qui a la particularité de posséder deux équipes féminine et masculine de très haut niveau puisque les femmes ont remporté cinq fois le championnat d'Allemagne et ont atteint la finale de la Ligue des champions (C1) en 2024 tandis que les hommes évoluent pour la troisième fois en Bundesliga pour la saison 2024-2025.

## Monuments
- Pont ferroviaire de la vallée de l'Enz

## Festivités
- Marché au cheval de Bietigheim

## Autres
- Discothèque Studio 2, dancing

## Jumelages
La ville de Bietigheim-Bissingen est jumelée avec :
- Kusatsu (Japon) depuis 1962 ;
- Sucy-en-Brie (France) depuis 1967 ;
- Surrey Heath (Royaume-Uni) depuis 1971 ;
- Szekszárd (Hongrie) depuis 1989 ;
- Overland Park (États-Unis) depuis 1999.